# 馬泰基夫
48°58′15″N 27°48′30″E / 48.97083°N 27.80833°E
馬泰基夫（烏克蘭語：Матейків），是烏克蘭的村落，位於該國西南部文尼察州，由日梅林卡區負責管轄，處於穆拉什卡河畔，面積27.8平方公里，海拔高度315米，2001年人口808，人口密度每平方公里29.06人。